# Jogos Internacionais Infantis
Os Jogos Internacionais Infantis (JII) é um evento sancionado pelo Comitê Olímpico Internacional realizado a cada ano, onde as crianças de cidades de todo o mundo e de com idades entre 12 e 15 participam em uma variedade de atividades desportivas e culturais.

## História
O Instrutor Esloveno de esportes Metod Klemenc fundou os Jogos Internacionais Infantis em 1968 com o objetivo de promover a paz e a amizade através do esporte para a juventude a nível mundial. Ele organizou a primeira edição desses jogos em 1968 com a participação de equipes de nove cidades europeias.
Desde aquela época, 37.000 crianças com idade entre 12 a 15 participaram na competição em 47 Jogos de Verão e 6 Jogos de Inverno. 411 cidades diferentes, 86 países e 5 continentes participaram. Os Jogos Internacionais Infantis em 2013 foram realizadas em Windsor-Essex, no Canadá, seguido de Lake Macquarie, na Austrália, em 2014, e Alkmaar, Holanda, em 2015.
Os jogos de 2016 foram realizadas em Nova Taipé em Taiwan a partir de julho, de 11 a 16 anos.

## Locais

### Jogos de Verão
| Jogos   | Ano  | Cidade             | País               |
| ------- | ---- | ------------------ | ------------------ |
| I       | 1968 | Celje              | Iugoslávia         |
| II      | 1970 | Údine              | Itália             |
| III     | 1972 | Graz               | Áustria            |
| IV      | 1974 | Murska Sobota      | Iugoslávia         |
| V       | 1974 | Darmstadt          | Alemanha Ocidental |
| VI      | 1976 | Murska Sobota      | Iugoslávia         |
| VII     | 1976 | Genebra            | Suíça              |
| VIII    | 1978 | Ravne na Koroskem  | Iugoslávia         |
| IX      | 1980 | Lausana            | Suíça              |
| X       | 1982 | Darmstadt          | Alemanha Ocidental |
| XI      | 1983 | Troyes             | França             |
| XII     | 1983 | Murska Sobota      | Iugoslávia         |
| XIII    | 1984 | Genebra            | Suíça              |
| XIV     | 1985 | Granollers         | Espanha            |
| XV      | 1986 | Lausana            | Suíça              |
| XVI     | 1987 | Graz               | Áustria            |
| XVII    | 1988 | Szombathely        | Hungria            |
| XVIII   | 1989 | Andorra            | Andorra            |
| XIX     | 1990 | Uzhorod            | União Soviética    |
| XX      | 1991 | Bratislava         | Eslováquia         |
| XXI     | 1992 | Geneva             | Suíça              |
| XXII    | 1993 | Darmstadt          | Alemanha           |
| XXIII   | 1994 | Hamilton (Ontario) | Canadá             |
| XXIV    | 1994 | Slovenj Gradec     | Eslovênia          |
| XXV     | 1995 | Celje              | Eslovênia          |
| XXVI    | 1996 | Sopron             | Hungria            |
| XXVII   | 1997 | Sparta             | Grécia             |
| XXVIII  | 1998 | Logroño            | Espanha            |
| XXIX    | 1999 | Medias             | Roménia            |
| XXX     | 1999 | Velenje            | Eslovênia          |
| XXXI    | 1999 | Český Krumlov      | Chéquia            |
| XXXII   | 2000 | Hamilton           | Canada             |
| XXXIII  | 2001 | Szombathely        | Hungria            |
| XXXIV   | 2002 | Płock              | Polónia            |
| XXXV    | 2002 | Taipé              | Taipé Chinesa      |
| XXXVI   | 2003 | Graz               | Áustria            |
| XXXVII  | 2003 | Patras             | Grécia             |
| XXXVIII | 2004 | Cleveland          | Estados Unidos     |
| XXXIX   | 2005 | Coventry           | Reino Unido        |
| XL      | 2006 | Banguecoque        | Tailândia          |
| XLI     | 2007 | Reykjavík          | Islândia           |
| XLII    | 2008 | San Francisco      | United States      |
| XLIII   | 2009 | Atenas             | Grécia             |
| XLIV    | 2010 | Manama             | Bahrein            |
| XLV     | 2011 | Lanarkshire        | Reino Unido        |
| XLVI    | 2012 | Daegu              | Coreia do Sul      |
| XLVII   | 2013 | Windsor, Ontario   | Canada             |
| XLVIII  | 2014 | Lake Macquarie     | Australia          |
| XLIX    | 2015 | Alkmaar            | Países Baixos      |
| L       | 2016 | New Taipei         | Taipé Chinesa      |
| LI      | 2017 | Kaunas             | Lituânia           |
| LII     | 2018 | Jerusalém          | Israel             |
| LIII    | 2019 | Ufa                | Rússia             |

### Jogos de Inverno
| Jogos | Ano  | Cidade                 | País       |
| ----- | ---- | ---------------------- | ---------- |
| I     | 1994 | Ravne na Koroskem      | Eslovênia  |
| II    | 1995 | Prakovce e Helcmanovce | Eslováquia |
| III   | 1999 | Maribor                | Eslovênia  |
| IV    | 2009 | Montreux e Vevey       | Suíça      |
| V     | 2011 | Kelowna                | Canada     |
| VI    | 2013 | Ufa                    | Russia     |
| VII   | 2016 | Innsbruck              | Austria    |